# Sun City (Südafrika)

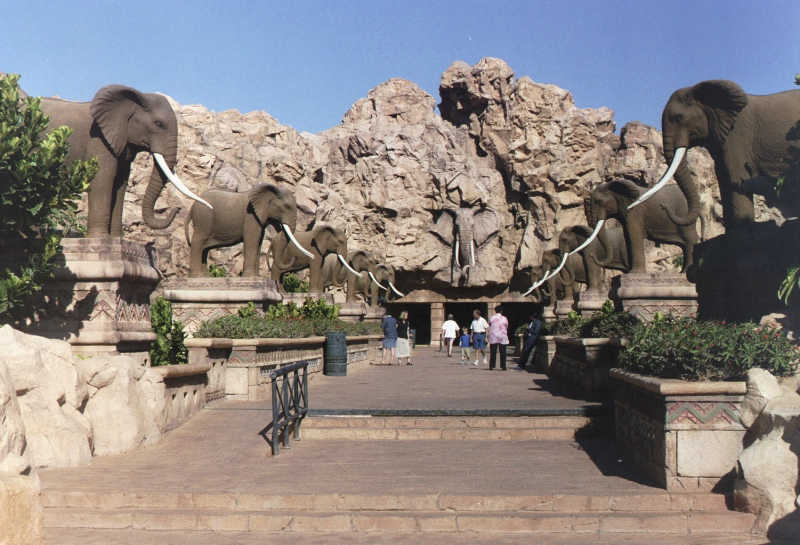
Eingang zu einem Casino in Sun City

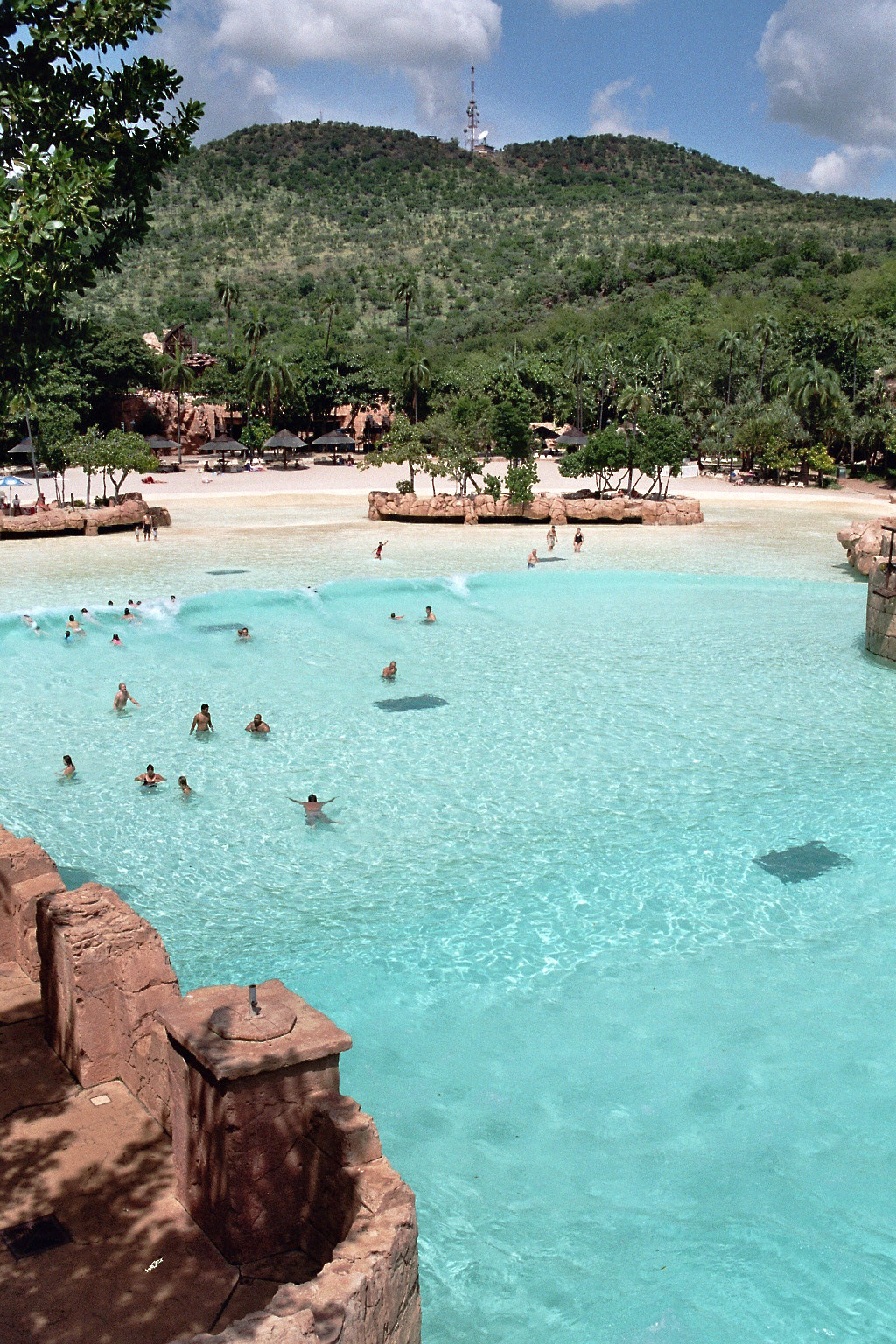
Künstlicher Strand in Sun City

Sun City ist ein Freizeitkomplex in der Nordwest-Provinz der Republik Südafrika. Er liegt etwa 150 Kilometer nordwestlich der Ballungszentren Johannesburg und Pretoria, umgeben vom Highveld und in direkter Nachbarschaft des Pilanesberg-Nationalparks und des Pilanesberg International Airports. Das Resort der Sun International verfügt über eine breite Palette von Vergnügungsstätten, wie Casinos, Shows, luxuriöse Hotelanlagen, künstlich angelegte Wasserfälle, Golfplätze und andere Sportanlagen. Zur Zeit der Apartheid wurde es von vielen internationalen Künstlern boykottiert.

## Vorgeschichte und Planung
Bophuthatswana, eines der vom südafrikanischen Apartheid-Regime eingerichteten Homelands, entwickelte sich in der zweiten Hälfte der 1970er Jahre zum Schwerpunkt von Auslandsinvestitionen. Die Mittel flossen vor allem in die Industrie, in Supermärkte, Hotels und Casinos. Die Investitionslenkung lag in der Hand der Bophuthatswana National Development Corporation (BNDC), der staatlichen Wirtschaftsförderungsgesellschaft des Homelands. Die südafrikanische Standard Bank war der wichtigste Partner der Homeland-Regierung im Bankensektor und erlangte dadurch die Kontrolle über einen großen Teil des Staatshaushaltes. Im Jahre 1983 eröffnete die Standard Bank of Bophuthatswana.
Frühe Aktivitäten zum Bau eines Hotel-Casino-Komplexes im Umfang von 25 Millionen Rand gab es 1978 durch die Frasers Ltd. zusammen mit der BNDC. 1979 wurde bekanntgegeben, dass das Projekt Sun City der Southern Sun Hotels Bophuthatswana (Pty) Ltd. im Volumen von 35 Millionen Rand begonnen werden soll. Finanziell waren in der Startphase durch Aktienkapital die BNDC Investment und die RSA Holding Co. Investment mit jeweils 400.000 Rand beteiligt. Später flossen auch Investitionsmittel der damals in Mmabatho ansässigen Yabeng Investment Holding Company in die Hotel-Gruppe.

## Betrieb und erster Ausbau
Sun City wurde als Unternehmensbereich der Southern Sun Hotel des südafrikanischen Unternehmers Sol Kerzner entworfen und am 7. Dezember 1979 eröffnet.
Der Vorsitzende der BNDC kündigte 1983 einen weiteren Hotelausbau im Resort Sun City an, das inzwischen zur Hauptdestination der Tourismuswirtschaft im Homeland Bophuthatswana geworden war. Dabei geriet es wegen der politischen Kollaboration mit Pretoria in die Kritik. Auf Initiative des British Anti-Apartheid Movement (AAM) entstand eine Schwarze Liste über Personen des Showgeschäftes, die Sun City besuchten. Der BNDC-Vorsitzende Wynand van Graan bezifferte das eingesetzte Finanzvolumen der staatlichen Wirtschaftsförderung für in Bophuthatswana ansässige Hotels und Resorts im Zeitraum 1983–84 auf 58 Millionen Rand, ergänzt durch 60,4 Millionen Rand aus dem Investorenbereich. Präsident Lucas Mangope lobte 1984 öffentlich die Beteiligung von Sun International an der Gesamtentwicklung seines Homelands, wozu auch Erweiterungen in Sun City und ähnliche Projekte an anderen Orten (Thaba Nchu, Mmabatho) gehörten. Der südafrikanische Kapitalmarkt lieferte dazu die erforderlichen Investitionsgelder.
Bis zum Ende der Apartheid im Jahr 1994 lag der Freizeitkomplex im damaligen Homeland. Da Glücksspiel von der Regierung Bophuthatswanas – anders als von der des „weißen“ Südafrikas – toleriert und gefördert wurde, war dies der einzige Ort im Nordteil des Landes, an dem Glücksspiel nicht verboten war. Sun City galt daher als das Las Vegas Südafrikas; im Volksmund wird das Resort auch als Sin City (dt. Sündenstadt) bezeichnet.

## Boykott der Anti-Apartheid-Bewegung
Zur Zeit der Apartheid wurde Sun City heftig kritisiert. Zwar war das Resort einer der wenigen Orte, an dem keine Segregation zwischen Schwarzen und Weißen stattfand, jedoch war der Freizeitkomplex ein Produkt des Apartheid-Regimes. Für die Mehrheit der Bevölkerung, den ANC und die weltweite Anti-Apartheid-Bewegung symbolisierte Sun City die Doppelmoral der damaligen südafrikanischen Politik. Den internationalen Aufrufen zum Kulturboykott Südafrikas unter anderem durch die Vereinten Nationen begegnete Kerzner mit hohen Gagen. Ab 1980 traten dort unter anderem Elton John, Leo Sayer, Cliff Richard, Gloria Gaynor, Chicago, Rick Wakeman, Cher, Kenny Rogers, Dolly Parton, George Benson, Frank Sinatra, Queen, Shirley Bassey, Barry Manilow, David Essex und Rod Stewart auf.
1985 startete unter dem Namen Artists United Against Apartheid ein von Steven Van Zandt initiiertes Gemeinschaftsprojekt, an dem über fünfzig international bekannte Musiker beteiligt waren. Sie versprachen, nicht in Sun City aufzutreten. Das Album Sun City und die gleichnamige Single erreichten weltweite Chartplatzierungen; die Einnahmen aus den Plattenverkäufen kamen Afrika-Hilfsfonds, politischen Gefangenen sowie Kulturinstitutionen zugute. Nach dem Erscheinen des Albums war der Druck auf die Boykottbrecher so groß geworden, dass viele ankündigten, dort nicht mehr aufzutreten. 1987 spielten Black Sabbath dort, 1988 waren Modern Talking und Laura Branigan die einzigen Acts aus Übersee, 1989 nur Irene Cara und wiederum Laura Branigan.

## Nach dem Ende der Apartheid
Die anfänglichen Einrichtungen, zu denen das Sun City Hotel mit seinem Casino, ein Golfplatz und ein Theater zählten, wurden im Lauf der Zeit durch weitere Hotels, Spielcasinos, einen Freizeitpark, Sportanlagen, Restaurants, Konferenzräume sowie Shows und Veranstaltungen ergänzt. Durch das Freizeitangebot sowie die Nähe zu Johannesburg und dem Pilanesberg-Nationalpark entwickelte sich Sun City zu einem beliebten Reiseziel Südafrikas mit jährlich steigenden Besucherzahlen. Im Freizeitpark befindet sich seit 1992 das Hotel Palace of the Lost City, das zur Marketing-Allianz „The Leading Hotels of the World“ gehört und mit einer Show von Jean-Michel Jarre eröffnet wurde. 2010 fanden die FIFA-Planungsgespräche zur Fußball-Weltmeisterschaft 2010 in Sun City statt.
Heute gehören zu dem Resort fünf Drei- bis Fünfsterne-Hotels, ein Freizeitpark, zwei Golfplätze und ein Unterhaltungszentrum. Der Freizeitpark beheimatet unter anderem eine künstliche versunkene Stadt, die an untergegangene afrikanische Kulturen erinnern soll, mit in Stein gemeißelten Figuren und anderen Attraktionen.